# Magni Laksáfoss
Magni Laksáfoss, född 3 december 1969, är en färöisk samhällsekonom, demograf och politiker (Sambandsflokkurin).
Han är utbildad cand.polit. i samhällsekonomi vid Färöarnas universitet, där han också har föreläst i ekonomihistoria. Han tog en samhällsekonomisk utbildning vid Köpenhamns universitet med ekonometriska modeller, statistik och demografi som specialinriktning. 2007 tog Laksáfoss doktorsexamen efter att ha disputerat på en avhandling om långsiktighet mellan demografi och ekonomisk utveckling. Han har också varit det nordiska altlantsamarbetet (NORA) som forskare, samt på Färöarnas universitet som gästforskare.
Han var finansminister i Jóannes Eidesgaards första regering 2007-2008, och invald i Färöarnas lagting 2008-2011. Mellan dessa år var han både ordförande i Lagtingets kulturkommitté och medlem av Lagtingets finanskommitté. Laksáfoss kom efterhand i konflikt med sitt eget parti, och varnade för att deras politik kommer leda till allvarliga konsekvenser längre fram. Han ställde inte upp i kommande lagtingsval, men ställde upp igen vid valet 2015, då han åter valdes in i regeringen.
Magni Laksáfoss är idag bosatt i Streymnes i Sunda kommun.